# Samsonbrunnen (Budweis)

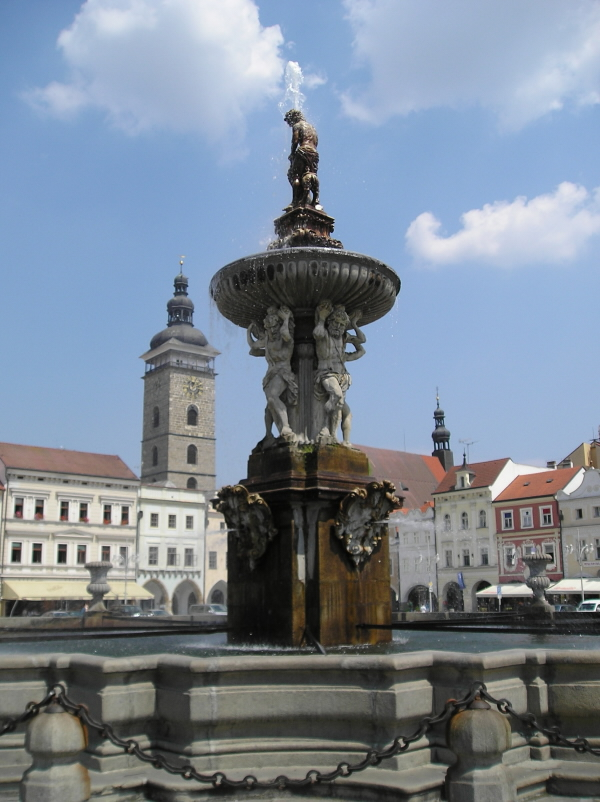
Samsonbrunnen in Budweis

Der Samsonbrunnen (tschechisch Samsonova kašna) am Hauptplatz von Budweis (České Budějovice) in der Südböhmischen Region in Tschechien entstand in den Jahren 1721 bis 1726. Das geschützte Kulturdenkmal ist eines der Wahrzeichen der Stadt.

## Geschichte
Der Samsonbrunnen entstand als Teil der Wasserversorgung der Stadt Budweis. Den ersten Vorschlag zum Bau eines Brunnens am Budweiser Hauptplatz machte 1716 der Vermesser Jan Rappa. Der Neuhauser Jesuit Franz (František) Baugut legte Entwürfe vor, für welche der Schwarzenberger Baumeister Paul (Pavel) Kolečný aus Třeboň die technischen Pläne ausarbeitete. Als Vorbild für den Brunnen diente wahrscheinlich der Kohlbrunnen (Kohlova kašna), der seit 1686 im zweiten Vorhof der Prager Burg steht und wegen seines Figurenschmucks auch Löwenbrunnen (Lví kašna) genannt wird.
Die große Muschel zum Auffangen des Spritzwassers schlug der Steinmetz Zacharias Horn (1679–1738) direkt im Steinbruch von Besednice bei Trhové Sviny (Marktschweinitz) in einem Stück aus dem Sandstein. Im August 1722 wurde die Muschel mit großer Mühe nach Budweis gebracht. Um ins Stadtinnere zu gelangen, musste sogar das Schweinitzer Tor verbreitert werden.
Zur Versorgung des Brunnens mit fließendem Wasser wurde der Wasserturm südlich der Altstadt errichtet. Dorthin wurde das Wasser aus der Moldau in Hochbehälter gepumpt und floss von dort mit gleichbleibendem Druck kontinuierlich zum Brunnen und von dort weiter nach Norden.
Der Pranger, der seit mindestens 1391 am Hauptplatz stand, wurde nach der Beschluss zum Bau des Brunnens im Jahr 1719 entfernt und durch eine einfache Holzsäule vor dem Rathaus ersetzt. Im Zuge der Reformen von Kaiser Joseph II. wurde der Pranger endgültig beseitigt.

## Brunnen
In der Mitte des achteckigen Brunnenbeckens steht ein hoher, quadratischer Sockel, auf welchem vier um eine Säule angeordnete Atlanten eine große Wassermuschel stützen, in deren Mitte sich die kraftvolle Gestalt des Löwen zähmenden Samsons erhebt. Die große Wassermuschel, die vier Schmuckvasen am Brunnenrand und die 24 Steinsäulen, die rund um den Brunnen angeordnet und mit Eisenketten verbunden sind, stammen von Zacharias Horn. Die Statue des Samson, der den Löwen bezwingt, und die vier Atlanten, welche die Muschel tragen, sind ein Werk des Bildhauers Josef Dietrich.
Mit einem Durchmesser von 15 Metern und einem Fassungsvermögen von 237 Kubikmetern gehört der Samsonbrunnen zu den größten Brunnen Tschechiens.